# Trisoufre
Le trisoufre est une molécule triatomique formée de trois atomes de soufre et dont la formule chimique est S3. Cette molécule est analogue à l'ozone. C'est une variété allotropique du soufre bien moins stable que le cyclooctasoufre S8, en lequel il tend naturellement à se décomposer à température et pression standards. Il existe dans les états gazeux et liquide et peut, à des températures cryogéniques, être aussi un solide. Il se trouve généralement dans la vapeur de soufre, comprenant 10 % des espèces vapeur à 440 °C et 1,333 Pa.

## Historique
Bien que des scientifiques supposaient l'existence de S3 depuis le début des années 1900, celle-ci n'a été mise en évidence qu'en 1964 par J. Berkowitz. Il détecta la présence de S3 dans les vapeurs de soufre en réalisant un  spectre de masse de celles-ci.

## Généralités

### Structure
Le trisoufre a de nombreuses propriétés similaires à l'ozone O3 dont sa structure coudée selon la théorie VSEPR.
Les liaisons entre les atomes de soufre ne sont pas réellement doubles (car ceci nécessiterait deux électrons en moins) et il est préférable d'envisager la molécule comme en résonance entre deux états dans lesquels un des deux atomes terminaux a une charge formelle négative et l'atome central une charge formelle positive.
La distance interatomique dans le trisoufre est de 191,70 ± 0,01 pm (1,9170 ± 0,0001 Å) et un angle de 117,36°±0,006°.
La forme cyclique de S3, où les atomes forment un triangle équilatéral à trois liaisons, devrait avoir une énergie inférieure à celle de la structure coudée.

### Abondance
Au-dessus de 1 200 °C, S3 est la deuxième forme allotropique de soufre la plus abondante (après S2).
Dans le soufre liquide, le trisoufre est peu abondant au-dessous de 500 °C environ ; néanmoins, il contribue fortement à sa réactivité.

### Production
S3 peut être produit par photolyse de S3Cl2 intégré dans un verre ou une matrice d'un gaz rare sous forme solide. 

Il est sinon présent naturellement dans les émissions volcaniques et semblerait apparaître en équilibre avec S2 et S4 dans l'atmosphère de Vénus sur une épaisseur de 20 à 30 km. La couleur rougeâtre de cette dernière à basses hauteurs serait peut être d'ailleurs liée à cette présence de S3.

## Réactions
S3 peut réagir avec le monoxyde de carbone CO pour donner de l'oxysulfure de carbone OCS et du S2.

En théorie, un groupe carbonyle peut être remplacé par S3 dans des métaux carbonylés du groupe 8 comme dans le pentacarbonyle de fer de formule chimique Fe(CO)5.

La formation de composés possédant un nombre fini d'atomes de soufre est aussi possible. On trouve par exemple la réaction:
S3 + S2− → S5−

## Anions

### L'ion S3−

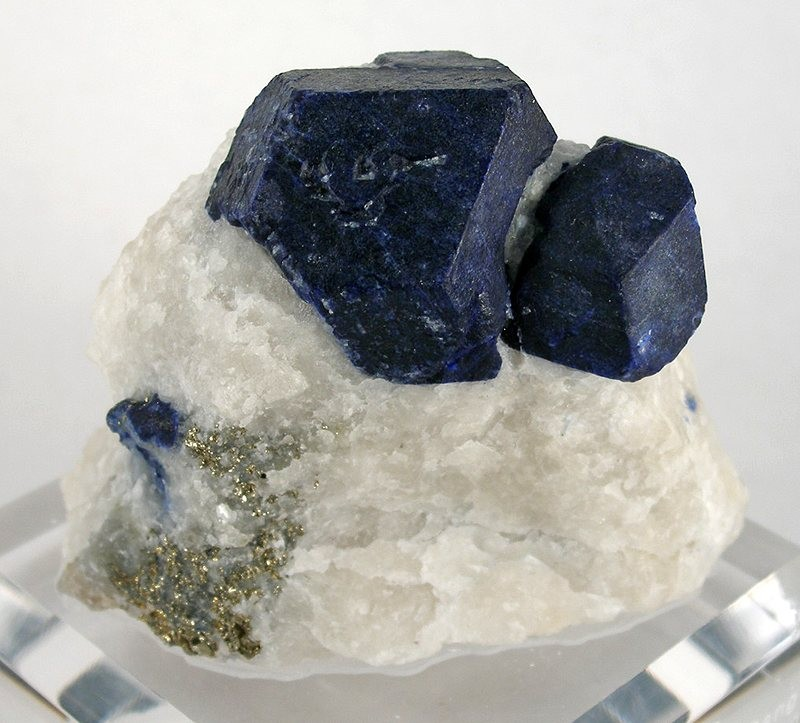
Photo de Lazurite (contenant S3−).

L'anion S3− bleu intense, parfois trouvé sous le nom d'ion thiozonure dans les publications scientifiques par analogie avec l'ion ozonure de formule chimique O3−, est présent dans la roche métamorphique lapis-lazuli et le minéral lazurite (dont le pigment azurite provient).

En peinture, la couleur bleue dite parfois « profonde » dont le vrai nom est l'International Klein Blue qui fut créée à la demande du français Yves Klein contient également l'anion S3−.

#### Caractéristiques
La réalisation du spectre UV-Visible de l'anion S3− révèle un maximum d'absorption entre 610 nm et 620 nm soit vers 2,017 eV. Ce résultat est cohérent avec la couleur bleue de cet anion, couleur complémentaire du rouge-orange.

Une caractérisation de S-
3 par spectroscopie infrarouge et Raman montre des absorptions maximales à 580 cm−1 (IR) et 523 cm−1 (Raman). D'autres bandes caractéristiques sont toutefois aussi présentes sur le spectre de Raman à 549 cm−1 pour les élongations symétriques (Stretching), 585 cm−1 pour celles asymétriques et 259 cm−1 pour les déformations ẟ (Bending).

L'anion S3− est stable en solution aqueuse sous une pression de 0,5 gigapascal, soit de 5 000 bars.

#### Production
Il se peut qu'il soit produit de manière naturelle en profondeur dans la croûte terrestre aux niveaux des zones de subduction et de métamorphisme sous haute pression.

En synthèse, la réaction d'hexasoufre de lithium solvaté par de la putrescine avec un solvant donneur comme l'acétone permet de former du S3−.

Une autre méthode pour obtenir cet anion est la réduction de soufre gazeux par du Zn2+.

Enfin, dissoudre des polysulfures dans de l'hexaméthylphosphoramide ou encore faire réagir du soufre avec un oxyde de magnésium un peu humide permet la production de l'anion S-
3.

### L'ion S32−
L'anion trisulfure, S32−, fait partie de la famille des polysulfures. Selon la théorie VSEPR, il a, tout comme le trisoufre S3, une structure coudée avec cependant un angle de 107,53°. Les liaisons entre les atomes de soufre sont simples.

On le trouve généralement associé à d'autres éléments comme au strontium Sr dans la molécule SrS3.